# ساندرا بارتكي
ساندرا لي بارتكي (مواليد 5 أيار\مايو 1935) أستاذة فخرية في الفلسفة ودراسات الجندرة في جامعة إلينوي في شيكاغو. كانت مجالات أبحاثها الرئيسية في مواضيع النسوية والظواهر. تشمل مساهماتها البارزة في مجال الفلسفة النسوية مقالة بعنوان «ظواهر الوعي النسوي».

## التعليم
ساندرا حاصلة على البكالوريوس والماجستير والدكتوراه من جامعة إلينوي في إربانا-شامبين ولها دراسات في جامعة لودفيغ ماكسيميليان في ميونخ وجامعة بون وجامعة كاليفورنيا (لوس أنجلوس). عام 1997، حصلت على شهادة دكتوراة فخرية، في العلوم الإنسانية من كلية نيو إنغلاند.

## فوكو، الأنوثة، تحديث السلطة الأبوية
كتبت ساندرا بارتكي مقالة بعنوان «فوكو، الأنوثة، تحديث السلطة البطريركية» أواخر عقد 1970، تفصّل فيها المعايير المقبولة اجتماعياً لجسد المرأة وسلوكها، وتشير فيها إلى أنه غالباً ما يحكم على المرأة من خلال حجمها وشكلها لأن الجسد يعكس الشخصية والطبيعة. باستخدام هذه المعلومات، تشرح ساندرا فكرتها أن «الجسد المثالي للأنوثة يمكن تشكيله» وتفيد بأن المرأة المثالية تعكس هواجس وهموم ثقافة مجتمعها.
توضح بارتكي أن جسم المرأة المثالي يختلف مع الوقت ويعتمد على الثقافة. في مجتمع اليوم، جسد المرأة المثالي هو أن يكون نحيفاً مشدوداً ذا صدر صغير، وخصر ضيق تصل درجة نحافته للهزال. هذه النظرة الهشة وعدم وجود أثر لقوة العضلات تعجل صورة المرأة ذات عجز وخنوع للرجل. من المفترض أن تتبع المرأة نظاماً غذائياً صارماً للوصول إلى الحجم والشكل المثاليين وممارسة "بناء الثديين" و"التخلص من السليوليت" وممارسة الرياضة للتحكم في حجم مناطق معينة كالكاحلين أو الفخذين. وإلى جانب صورة الجسم من المتوقع أن تشارك المرأة في سلوكيات تسمح لها بالحفاظ على هذه الصورة. في ظل هذا الاستبداد أصبح ممنوعاً أن يصبح حجم المرأة ضخماً إذ يجب أن تحتل حيّزا أقل قدر الإمكان".
باستخدام هذه القواعد، تقول بارتكي أن «الأنوثة أمر يجب أن تشارك فيه كل امرأة افتراضياً»، وإذا لم تتبع المرأة هذه المنهجية الصارمة وانتهكت هذه المعايير، فإنها تصبح «امرأة رخوة»، وتوضح أيضاً أن الفرق بين الرجل والمرأة ليس فرقاً جنسياً فقط، فالأنوثة تبنى. وما هذه القواعد إلا هاجس المجتمع لإبقاء النساء تحت السيطرة حتى يظهر الرجال أكثر قوة. تشير ساندرا إلى أن الأنوثة هي عبارة عن إعداد.

## أعمالها المنشورة

### الكتب
- Bartky، Sandra Lee (1990). Femininity and domination: studies in the phenomenology of oppression. New York: Routledge. مؤرشف من الأصل في 2022-10-03. {{استشهاد بكتاب}}: تجاهل المحلل الوسيط |الرقم المعياري= لأنه غير معروف، ويقترح استخدام |ردمك= (مساعدة)
- Bartky، Sandra Lee؛ Fraser، Nancy (1992). Revaluing French feminism: critical essays on difference, agency, and culture. Bloomington: Indiana University Press. {{استشهاد بكتاب}}: تجاهل المحلل الوسيط |الرقم المعياري= لأنه غير معروف، ويقترح استخدام |ردمك= (مساعدة)
- Bartky، Sandra Lee (2002). "Sympathy and solidarity" and other essays. Lanham, Maryland: Rowman & Littlefield. {{استشهاد بكتاب}}: تجاهل المحلل الوسيط |الرقم المعياري= لأنه غير معروف، ويقترح استخدام |ردمك= (مساعدة)

### فصول في كتب
- Bartky، Sandra Lee (2004)، "Intimidation"، في DesAutels، Peggy؛ Walker، Margaret Urban (المحررون)، Moral psychology: feminist ethics and social theory، Feminist Constructions، Lanham, Maryland: Rowman & Littlefield Publishers، ISBN:9780742534803. {{استشهاد}}: الوسيط |ref=harv غير صالح (مساعدة)
- Bartky، Sandra Lee (2005)، "On psychological oppression"، في Cudd، Ann E.؛ Andreasen، Robin O. (المحررون)، Feminist theory: a philosophical anthology، Oxford, UK Malden, Massachusetts: Blackwell Publishing، ص. 105–114، ISBN:9781405116619. {{استشهاد}}: الوسيط |ref=harv غير صالح (مساعدة)
- Bartky، Sandra Lee (2005)، "Battered women, intimidation, and the law"، في Friedman، Marilyn (المحرر)، Women and citizenship، Studies in Feminist Philosophy، Oxford New York: Oxford University Press، ص. 52–66، ISBN:9780195175356. {{استشهاد}}: الوسيط |ref=harv غير صالح (مساعدة)
- Bartky، Sandra Lee (2009) [1997]، "Fractured friendships"، في Liinason، Mia؛ وآخرون (المحررون)، Friendship in feminist conversation: essays for Ulla M. Holm، Göteborg: Göteborgs universitet Distribution, Acta Universitatis Gothenburgensis، ISBN:9789173466721. {{استشهاد}}: الوسيط |ref=harv غير صالح (مساعدة)

### مقالات
- Bartky، Sandra Lee (Fall 1975). "Toward a phenomenology of feminist consciousness". Social Theory and Practice. جامعة ولاية فلوريدا via JSTOR. ج. 3 ع. 4: 425–439. JSTOR:23557163. مؤرشف من الأصل في 2017-01-04. {{استشهاد بدورية محكمة}}: الوسيط |ref=harv غير صالح (مساعدة)صيانة الاستشهاد: postscript (link)

## وصلات خارجية
- الموقع الرسمي
- أقوال ساندرا باتركي.